# Gra o wszystko w Las Vegas
Gra o wszystko w Las Vegas lub Las Vegas – gra o wszystko (tytuł oryg. The Vegas Strip War) – dramat filmowy z 1984 roku powstały na potrzeby amerykańskiej telewizji. Jeden z ostatnich filmów z udziałem Rocka Hudsona (zm. 1985).

## Obsada
- Rock Hudson – Neil Chaine
- Sharon Stone – Sarah Shipman
- James Earl Jones – Jack Madrid
- Pat Morita (w czołówce jako Noriyuki "Pat" Morita) – Yip Tak